# Spaniens Grand Prix 2018
Spaniens Grand Prix 2018, officiellt Formula 1 Gran Premio de España Emirates 2018, var ett Formel 1-lopp som kördes 13 maj 2018 på Circuit de Barcelona-Catalunya i Montmeló i Spanien. Loppet var det femte av sammanlagt tjugoen deltävlingar ingående i Formel 1-säsongen 2018 och kördes över 66 varv.

## Kval
| Pos.                    | Nr | Förare            | Konstruktör               | Kvaltider | Kvaltider | Kvaltider | Start- grid |
| Pos.                    | Nr | Förare            | Konstruktör               | Q1        | Q2        | Q3        | Start- grid |
| ----------------------- | -- | ----------------- | ------------------------- | --------- | --------- | --------- | ----------- |
| 1                       | 44 | Lewis Hamilton    | Mercedes                  | 1.17,633  | 1.17,166  | 1.16,173  | 1           |
| 2                       | 77 | Valtteri Bottas   | Mercedes                  | 1.17,674  | 1.17,111  | 1.16,214  | 2           |
| 3                       | 5  | Sebastian Vettel  | Ferrari                   | 1.17,031  | 1.16,802  | 1.16,305  | 3           |
| 4                       | 7  | Kimi Räikkönen    | Ferrari                   | 1.17,483  | 1.17,071  | 1.16,612  | 4           |
| 5                       | 33 | Max Verstappen    | Red Bull Racing-TAG Heuer | 1.17,411  | 1.17,266  | 1.16,816  | 5           |
| 6                       | 3  | Daniel Ricciardo  | Red Bull Racing-TAG Heuer | 1.17,623  | 1.17,638  | 1.16,818  | 6           |
| 7                       | 20 | Kevin Magnussen   | Haas-Ferrari              | 1.18,169  | 1.17,618  | 1.17,676  | 7           |
| 8                       | 14 | Fernando Alonso   | McLaren-Renault           | 1.18,276  | 1.18,100  | 1.17,721  | 8           |
| 9                       | 55 | Carlos Sainz Jr.  | Renault                   | 1.18,480  | 1.17,803  | 1.17,790  | 9           |
| 10                      | 8  | Romain Grosjean   | Haas-Ferrari              | 1.18.305  | 1.17.699  | 1.17.835  | 10          |
| 11                      | 2  | Stoffel Vandoorne | McLaren-Renault           | 1.18,885  | 1.18,323  |           | 11          |
| 12                      | 10 | Pierre Gasly      | Scuderia Toro Rosso-Honda | 1.18,550  | 1.18,463  |           | 12          |
| 13                      | 31 | Esteban Ocon      | Force India-Mercedes      | 1.18,813  | 1.18,696  |           | 13          |
| 14                      | 16 | Charles Leclerc   | Sauber-Ferrari            | 1.18,661  | 1.18,910  |           | 14          |
| 15                      | 11 | Sergio Pérez      | Force India-Mercedes      | 1.18,740  | 1.19,098  |           | 15          |
| 16                      | 27 | Nico Hülkenberg   | Renault                   | 1.18,923  |           |           | 16          |
| 17                      | 9  | Marcus Ericsson   | Sauber-Ferrari            | 1.19,493  |           |           | 17          |
| 18                      | 35 | Sergey Sirotkin   | Williams-Mercedes         | 1.19,695  |           |           | 19          |
| 19                      | 18 | Lance Stroll      | Williams-Mercedes         | 1.20,225  |           |           | 18          |
| NC                      | 28 | Brendon Hartley   | Scuderia Toro Rosso-Honda | Ingen tid |           |           | 20          |
| 107 %-gränsen: 1:22.423 |    |                   |                           |           |           |           |             |
| Källor:                 |    |                   |                           |           |           |           |             |

## Lopp
| Pos.    | Nr | Förare            | Konstruktör               | Varv | Tid/Bröt    | Grid | Poäng |
| ------- | -- | ----------------- | ------------------------- | ---- | ----------- | ---- | ----- |
| 1       | 44 | Lewis Hamilton    | Mercedes                  | 66   | 1:35.29,972 | 1    | 25    |
| 2       | 77 | Valtteri Bottas   | Mercedes                  | 66   | +20,593     | 2    | 18    |
| 3       | 33 | Max Verstappen    | Red Bull Racing-TAG Heuer | 66   | +26,873     | 5    | 15    |
| 4       | 5  | Sebastian Vettel  | Ferrari                   | 66   | +27,584     | 3    | 12    |
| 5       | 3  | Daniel Ricciardo  | Red Bull Racing-TAG Heuer | 66   | +50,058     | 6    | 10    |
| 6       | 20 | Kevin Magnussen   | Haas-Ferrari              | 65   | +1 varv     | 7    | 8     |
| 7       | 55 | Carlos Sainz Jr.  | Renault                   | 65   | +1 varv     | 9    | 6     |
| 8       | 14 | Fernando Alonso   | McLaren-Renault           | 65   | +1 varv     | 8    | 4     |
| 9       | 11 | Sergio Pérez      | Force India-Mercedes      | 64   | +2 varv     | 15   | 2     |
| 10      | 16 | Charles Leclerc   | Sauber-Ferrari            | 64   | +2 varv     | 14   | 1     |
| 11      | 18 | Lance Stroll      | Williams-Mercedes         | 64   | +2 varv     | 18   |       |
| 12      | 3  | Brendon Hartley   | Toro Rosso-Honda          | 64   | +2 varv     | 20   |       |
| 13      | 9  | Marcus Ericsson   | Sauber-Ferrari            | 64   | +2 varv     | 17   |       |
| 14      | 35 | Sergey Sirotkin   | Williams-Mercedes         | 66   | +3 varv     | 19   |       |
| Bröt    | 2  | Stoffel Vandoorne | McLaren-Renault           | 45   |             | 11   |       |
| Bröt    | 31 | Esteban Ocon      | Force India-Mercedes      | 38   |             | 13   |       |
| Bröt    | 7  | Kimi Räikkönen    | Ferrari                   | 25   |             | 4    |       |
| Bröt    | 27 | Nico Hülkenberg   | Renault                   | 0    | Kollision   | 16   |       |
| Bröt    | 10 | Pierre Gasly      | Toro Rosso-Honda          | 0    | Kollision   | 12   |       |
| Bröt    | 8  | Romain Grosjean   | Haas-Ferrari              | 0    | Kollision   | 10   |       |
| Källor: |    |                   |                           |      |             |      |       |